# Delfinarium Odessa
Koordinaten: 46° 28′ 37,4″ N, 30° 45′ 54,7″ O

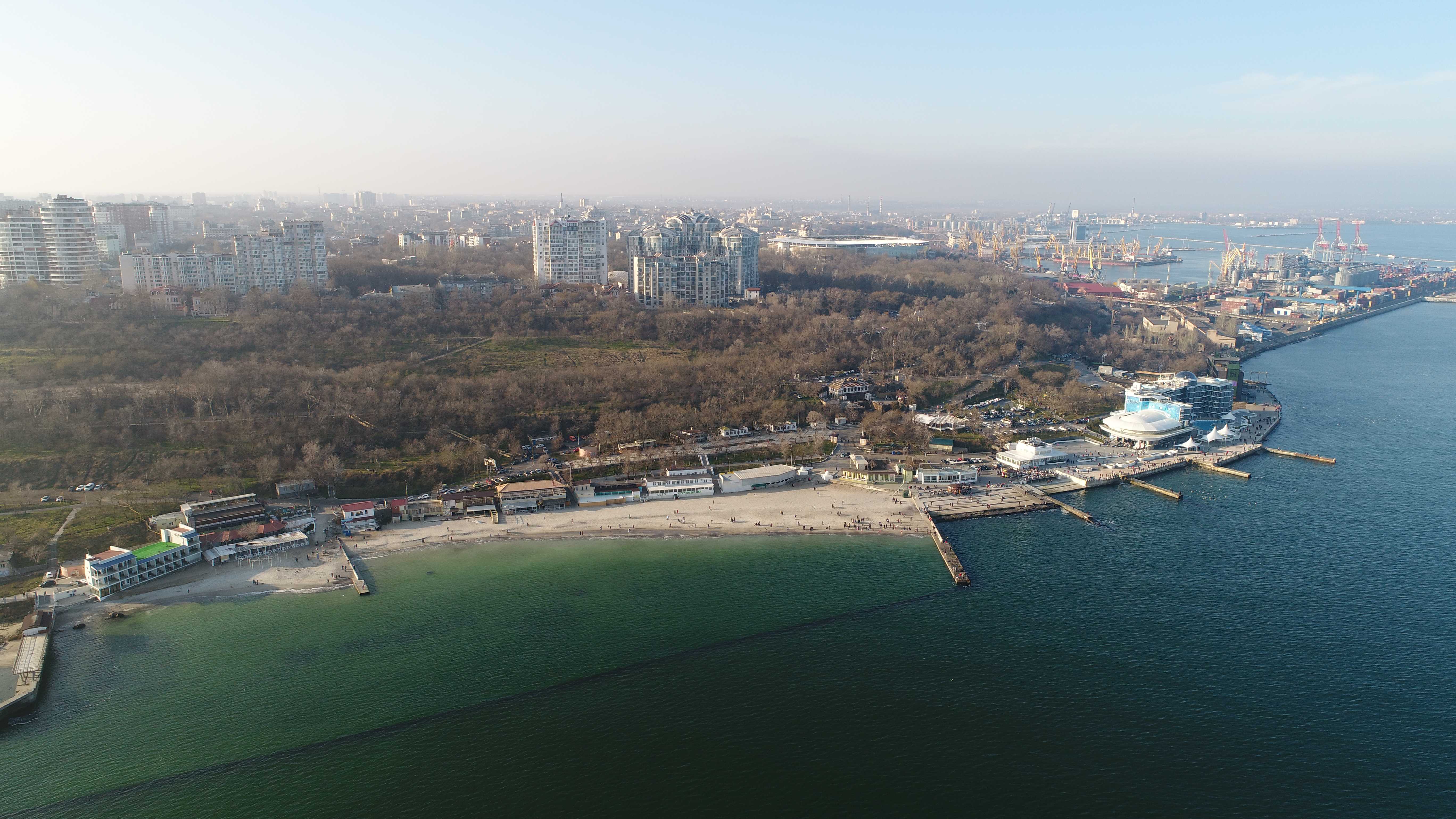
Luftaufnahme

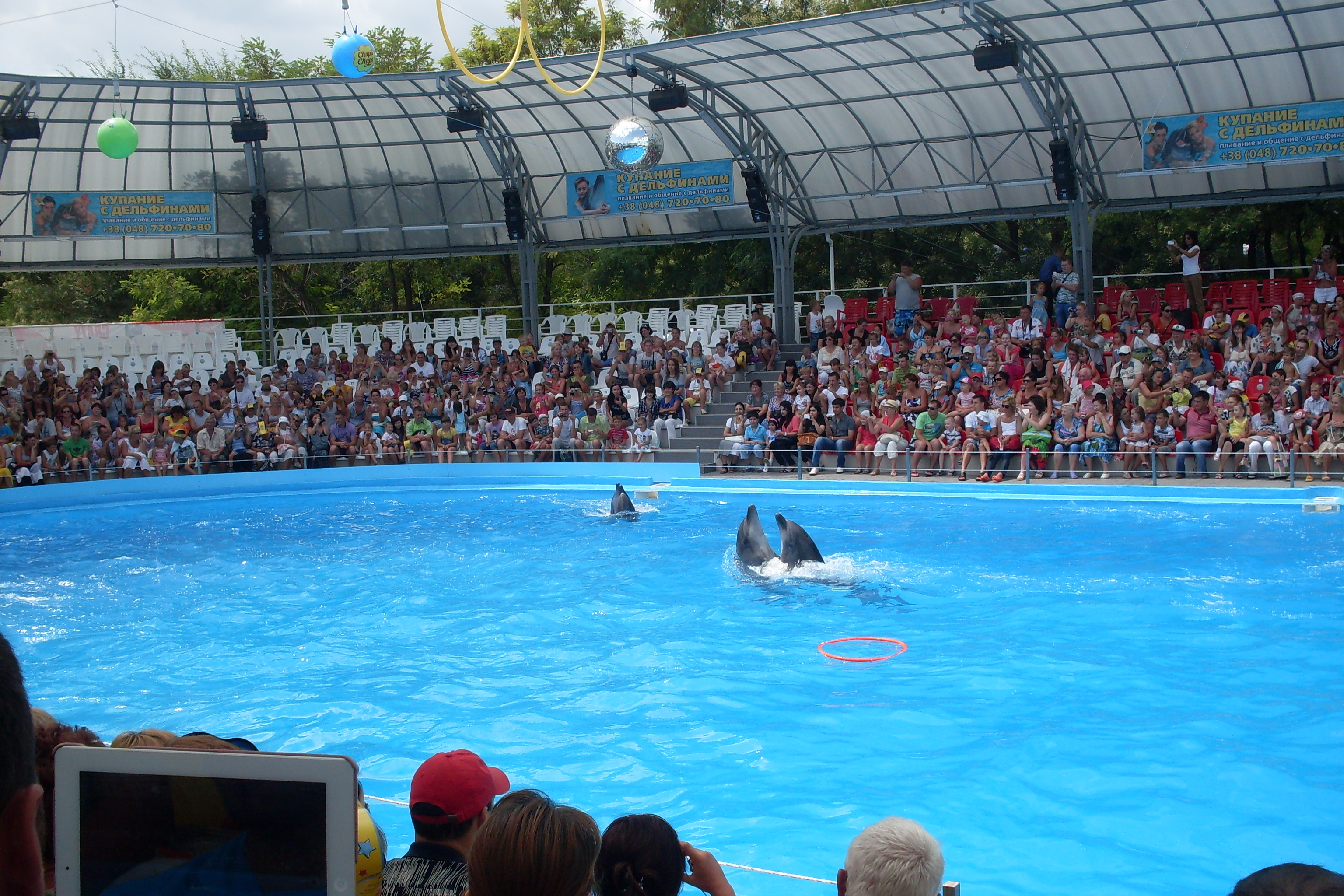
Delfinshow im Delfinarium Odessa

Das Delfinarium Odessa (ukrainisch Одеський дельфінарій) ist ein im Juni 2005 eröffnetes Schauaquarium, das sich in der ukrainischen Stadt Odessa im Oblast Odessa befindet. Es liegt an dem nach Alexandre Andrault de Langeron benannten Strand an der Schwarzmeerküste.

## Delfintherapie und Rehabilitationszentrum
Im Delfinarium wird von der Nemo-Organisation eine Delfintherapie zur Behandlung verhaltensgestörter Kinder betrieben. Die Delfintherapie ist eine Methode der medizinischen und psychiatrischen Betreuung von Kindern mit Entwicklungsstörungen, die mit Delfinen arbeitet. Ein Kind mit neurologischen Störungen kann im Zentrum für Delphintherapie und Rehabilitation ein ganzheitliches System von Heilung, Korrektur und Training durchlaufen. Die Delfintherapie-Sitzungen sollen auch zum Erwerb neuer Fertigkeiten und Kenntnisse des Kindes beitragen. Die Therapieform ist umstritten. Sie ist sowohl aus Tierschutzsicht bedenklich, aber auch wegen fehlender Nachweise zu ihrer Wirksamkeit.

## Übernahme von Tieren aus Charkiw
Nach dem russischen Überfall auf die Ukraine im Februar 2022 wurde befürchtet, dass die Anlagen des Delfinariums mit den darin lebenden Tieren erheblichen Schaden nehmen würden. Über dem großen Becken wurden Seile gespannt. Diese sollten die aufgespannte Tragluftdecke auffangen, falls sie unter Beschuss abstürzen sollte. Eine weitere Sorge war, dass die aus eingefrorenen Fischen bestehende Nahrungsreserve nur für 14 Tage reicht. Die Situation entspannte sich jedoch leicht. Wesentlich schlimmer traf es das nahe an der russischen Grenze gelegenen Delfinarium in Charkiw. Deren Tiere waren dort durch den ständigen Bombenlärm sowie die Erschütterungen und Vibrationen der Becken stark verängstigt. Es wurde beschlossen, dass das Delfinarium in Odessa viele Robben und Delfine aus Charkiw übernehmen sollte. Auf einem 20-Tonnen-Lkw samt Anhänger wurden im Juni 2022 sechs Delfine sowie fünf Robben, darunter zwei Seelöwen in speziellen Transportbecken untergebracht, ähnlich einer Badewanne. Die Reise war für die Tiere extrem stressig. Nach einer Fahrzeit von gut 20 Stunden wurde das Ziel in Odessa erreicht. Sobald die vorgeschriebene Quarantänezeit beendet war, konnten die Neuankömmlinge mit den bereits in Odessa lebenden Individuen vergesellschaftet werden. Das Delfinarium ist weiterhin für Besucher geöffnet und bietet auch Delfinshows (Stand Mitte Juni 2024).